# Rhomborista semipurpurea
Rhomborista semipurpurea là một loài bướm đêm trong họ Geometridae.